# Берлинский центр материалов и энергии имени Гельмгольца
Берли́нский центр материа́лов и эне́ргии имени Гельмгольца (нем. Helmholtz-Zentrum Berlin für Materialien und Energie) — исследовательский центр, являющийся частью Объединения имени Гельмгольца. Институт занимается исследованием структуры и динамики новых материалов, а также разработкой новых технологий использования солнечной энергии. Носит имя физика Германа Людвига Фердинанда Гельмгольца.
Для исследований используется значительное число различных объектов, наиболее важными из которых являются исследовательский реактор BER-II на 10 МВ в Ванзе и синхротрон 3-го поколения BESSY II в Адлерсхофе. Также институт специализируется на исследованиях, проводимых в высоких магнитных полях и низких температурах и является мировым лидером в разработке установок, обеспечивающих нейтронное рассеяние и измерение физических свойств.
И реактор, и синхротрон используются как пользовательские установки. Из-за высокого конкурса, время работы распределяется после подачи заявок на двух страницах, описывающих научную ценность каждого эксперимента. Пользовательские группы могут проводить эксперименты в течение 24-х часов, чтобы максимизировать пользу от установок. Рядом с обоими объектами имеются жилые помещения для размещения пользователей.